# Krystal

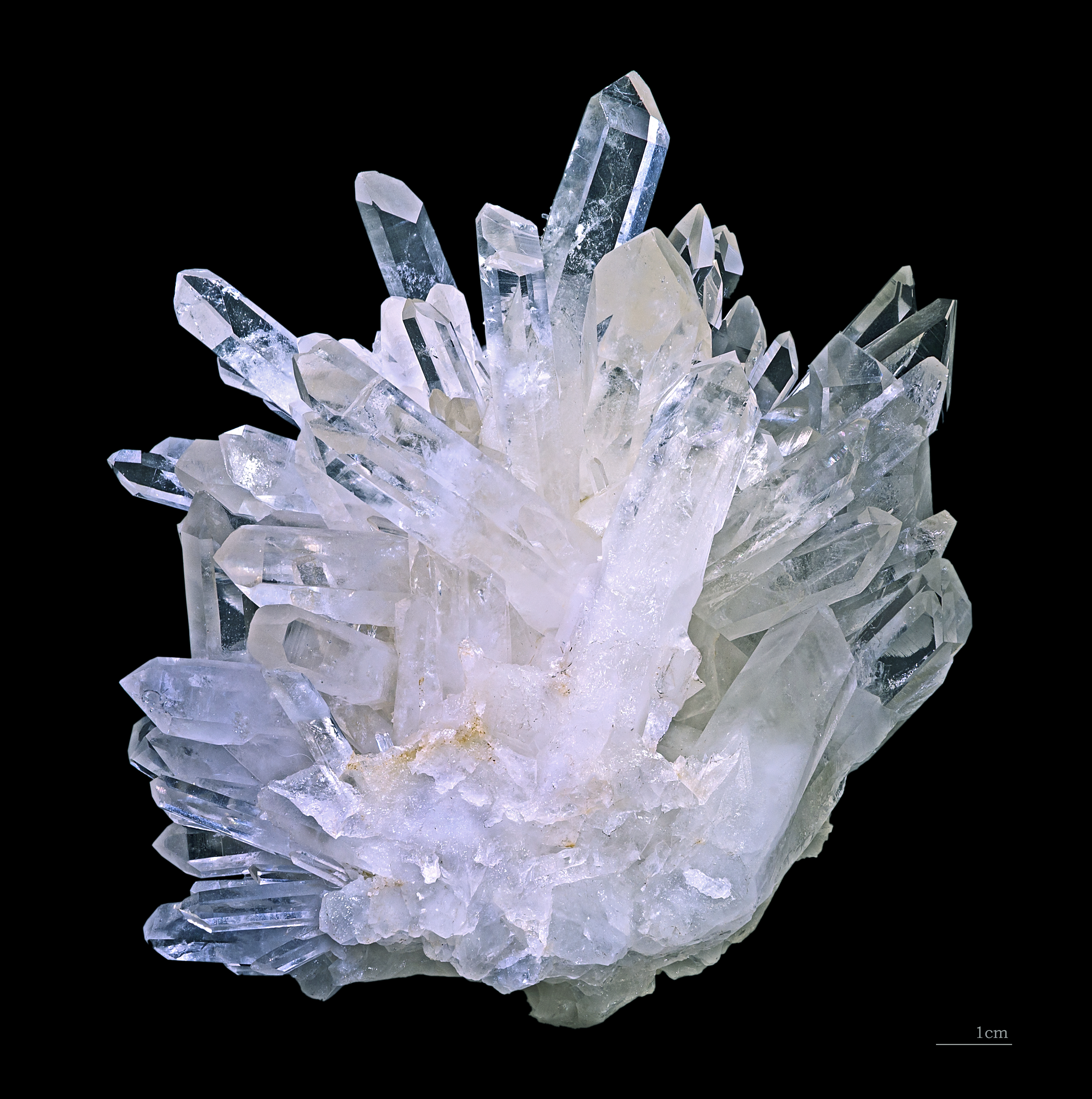
Krystaly křemene

Krystal je pevná látka, v níž jsou stavební prvky (atomy, molekuly nebo ionty) pravidelně uspořádány v opakujícím se vzoru, který se zachovává na velké vzdálenosti (oproti atomárním měřítkům). Struktura krystalu je tak určená základní jednotkou vzoru, nazývanou jednotková buňka, jejíž periodické opakování ve třech rozměrech tvoří krystalovou mřížku. V jednorozměrných či dvourozměrných strukturách (jako atomové řetězce či membrány) není při větších rozměrech periodické uspořádání stabilní (Merminova-Wagnerova věta). Krystaly jsou obecně anizotropní.
Látka skládající se z krystalů se označuje jako krystalická.
Krystalickou látku lze převést na amorfní zahřátím a následným prudkým zchlazením. Amorfní látka se dá převést na krystalickou dlouhodobým udržováním vysoké teploty.

## Nová definice
Objev kvazikrystalů přivedl v roce 1992 Mezinárodní krystalografickou unii ke změně definice krystalu. Namísto tradiční definice krystalu jako periodické struktury zní nová definice takto:
Krystal je jakákoli pevná látka, jejíž difrakční diagram je bodový.
Nová definice s sebou přináší i nové symetrie s lokálním dosahem, tzv. nekrystalografické symetrie.

## Druhy krystalů
Podle stupně uspořádanosti lze rozlišovat:
- monokrystaly – periodicita je zachovaná v celém objemu (až na krystalové poruchy). Příkladem je např. diamant, křemen nebo kamenná sůl.
- dvojčata – srostlé monokrystaly oddělené tzv. dvojčatnou rovinou.
- polykrystaly – složené z mnoha zrn neboli krystalitů. Uvnitř těchto zrn jsou částice uspořádány pravidelně, avšak vzájemná poloha těchto zrn je náhodná a nepravidelná, takže se látka navenek jeví jako izotropní. Mezi polykrystaly patří většina krystalických látek, např. kovy.

Existuje také takzvaný časový krystal. Ten vykazuje periodicitu i v čase. Ten může existovat i klasicky.

## Ideální krystal
Ideální krystal je teoreticky důležitá představa útvaru, jehož struktura je zcela pravidelná, bez poruch, a rozprostírá se ve všech směrech nekonečně daleko.
Skutečné krystaly se liší konečnými rozměry (i když oproti rozměru jednotkové buňky mohou být ohromné), přítomností poruch (přítomnost některých defektů je za konečných teplot podle základních zákonů termodynamiky nevyhnutelná), a také tím, že geometrická představa buňky a mříže udává pouze střední polohu atomů.
Ideální strukturu ideálního krystalu lze popsat z hlediska symetrie jednou z 230 prostorových grup, jež lze klasifikovat podle 14 typů prostorových mřížek v 7 soustavách.

## Krystalové soustavy
Podle počtu rovin souměrnosti, os souměrnosti a přítomnosti či nepřítomnosti středu souměrnosti lze krystalové tvary nerostů zařadit do skupin, které se nazývají krystalové soustavy. Jsou to (podle vzrůstající souměrnosti) soustavy:
- trojklonná (triklinická) – Nesvírají pravý úhel a nejsou stejně dlouhé.
- jednoklonná (monoklinická) – jedna osa je kolmá na ostatní, nejsou stejně dlouhé.
- kosočtverečná (ortorombická) – osy svírají pravý úhel a nejsou stejně dlouhé.
- čtverečná (tetragonální) – osy svírají pravý úhel, dvě z nich jsou stejně dlouhé.
- šesterečná (hexagonální) – tři osy v jedné rovině jsou stejně dlouhé a svírají úhly 60°, čtvrtá osa je na ně kolmá a není stejně dlouhá.
- klencová (trigonální) – osy a svírají úhel 60° s osou c svírají úhel 90° a jsou stejně dlouhé ("sešláplá krabice")
- krychlová (kubická) – osy svírají pravý úhel a jsou stejně dlouhé.

## Krystalová vazba
Podle způsobu, jakým jsou v krystalu vázány jednotlivé atomy (hovoří se o krystalové vazbě), se rozlišují následující typy krystalů:
- iontové (heteropolární) krystaly – Jedná se např. o sloučeniny elektropozitivních prvků (kovů) s elektronegativními prvky. Součet valenčních elektronů atomů, mezi nimiž se iontová vazba tvoří, je 8 - tedy ideální naplněný stav. Nejčastěji spolu tedy reagují prvky z 1. a 7. skupiny periodické tabulky prvků.
- kovalentní (homopolární) krystaly – Vazbu tvoří atomy s velmi podobnou elektronegativitou, které sdílejí pár valenčních elektronů. U organických látek nebo v čistoprvkových molekulách.
- kovové krystaly – Kovové krystaly tvoří kovy. Kationty atomů jsou uspořádány do krystalové mřížky, elektrony jsou pro celou mřížku společné - tzv. elektronový plyn.
- molekulární krystaly – Molekulární krystaly tvoří molekuly organických sloučenin vázané Van der Waalsovými silami.

## Eulerova rovnice pro monokrystal
Počet ploch a vrcholů musí odpovídat počtu hran + 2
{\displaystyle P+V=H+2}

## Zajímavost
- Nejstaršími známými krystaly ze Země jsou 4,4 miliardy staré krystaly zirkonu z Jack Hills v západní Austrálii.[8]